# Minucier
Minucius (seltener auch Minicius) war das nomen gentile der gens Minucia (deutsch Minucier), einer römischen Familie, die seit dem 5. Jahrhundert v. Chr. in den Quellen erscheint. Zunächst sind sie als Patrizier belegt und sollen im 5. Jahrhundert v. Chr. hohe Staatsämter bekleidet haben, doch könnten diese Minucier auch fiktiv sein. Nach einer Periode, in der sie in den Hintergrund traten, tauchen sie seit Ende des 4. Jahrhunderts v. Chr. wieder als plebejische Obermagistrate in den Fasten auf und brachten ihre Familie zu einer neuen Blüte. Neun Angehörige des Geschlechts gelangten während der Republik zum Konsulat. Zu seinen Zweigen gehörten die Augurini, Rufi und Thermi.
Bekannte Namensträger sind
- Marcus Minucius Augurinus (Konsul 497 und 491 v. Chr.)
- Publius Minucius Augurinus (Konsul 492 v. Chr.)
- Lucius Minucius Esquilinus Augurinus (Suffektkonsul 458 v. Chr.)
- Quintus Minucius Esquilinus (Konsul 457 v. Chr.)
- Tiberius Minucius Augurinus (Konsul 305 v. Chr., erster bekannter plebejischer Minucier)
- Marcus Minucius Rufus (Konsul 221 v. Chr.)
- Quintus Minucius Rufus (Konsul 197 v. Chr.)
- Quintus Minucius Thermus (Konsul 193 v. Chr.)
- Lucius Minucius Thermus (Gesandter in Ägypten 154 und 145 v. Chr.)
- Marcus Minucius Rufus (Konsul 110 v. Chr.)
- Marcus Minucius Thermus (Prätor 81 v. Chr.)
- Quintus Minucius Thermus (Proprätor), Proprätor 51–50 v. Chr.
- Lucius Minucius Basilus († 43 v. Chr.), römischer Politiker und Soldat, einer der Mörder Iulius Caesars
- Minucius Felix (christlicher Apologet des 2./3. Jahrhunderts n. Chr.)

Nach der Familie beziehungsweise einzelnen Angehörigen benannt waren eine Straße, die Via Minucia, eine Brücke (Pons Minucia) auf der Via Flaminia und eine Säulenhalle auf dem Marsfeld in Rom, die Porticus Minucia.